# Oronz
Oronz (o Orontze in basco) è un comune spagnolo di 56 abitanti situato nella comunità autonoma della Navarra.